# Аеродром Охрид
Међународни аеродром Св. Апостол Павле (мкд. Аеродром Св. Апостол Павле; : , : ), познат и као аеродром Охрид (мкд. Аеродром Охрид) се налази 9 km од Охрида у селу Оровник, Северна Македонија.

## Историја
Последња реконструкција писте извршена је 2004., када је инсталиран систем осветљења, прве категорије са једноставним прилазним светлима. Остале карактеристике омогућавају полетање, слетање и маневрисање различитим типовима авиона.
Македонска влада је 2008. потписала уговор са турском компанијом TAV Airports Holding о двадесетогодишњој концесији током које би ова компанија управљала два постојећа македонска аеродрома у Охриду и Скопљу. Аеродром у Охриду је модернизовао терминалну зграду и ВИП зоне.

## Авио-компаније и дестинације

### Редовне линије
| Airlines                | Destinations                                               |
| ----------------------- | ---------------------------------------------------------- |
| Air Serbia              | Seasonal: Belgrade                                         |
| Chair Airlines          | Zürich                                                     |
| Corendon Dutch Airlines | Seasonal: Amsterdam                                        |
| Edelweiss Air           | Seasonal: Zürich                                           |
| LOT Polish Airlines     | Seasonal: Katowice                                         |
| TUI Airways             | Seasonal: London–Gatwick (resumes 27 May 2026), Manchester |
| TUI fly Netherlands     | Seasonal: Amsterdam                                        |
| Turkish Airlines        | Istanbul                                                   |
| Wizz Air                | Dortmund, Memmingen, Vienna                                |

## Инцидент
20. новембар 1993 - Авиоимпекс Јак 42Д се срушио на планину Тројани близу Охрида. Лет из Женеве је требало да слети на скопски аеродром Александар Велики, али је због лошег времена у Скопљу морао да слети на охридски аеродром. У припреми за слетање на охридски аеродром ударили су у планину Тројани. Погинуло је свих осморо чланова посаде и 116 путника. Један путник је првобитно преживео несрећу, али је једанаест дана касније преминуо од задобијених повреда у болници.